# Фосомброне
Фосомброне (итал. Fossombrone) је насеље у Италији у округу Пезаро и Урбино, региону Марке.
Према процени из 2011. у насељу је живело 6808 становника. Насеље се налази на надморској висини од 115 м.

## Становништво
| 1936.  | 1951.  | 1961.  | 1971.  | 1981.  | 1991. | 2001. | 2011. |
| ------ | ------ | ------ | ------ | ------ | ----- | ----- | ----- |
| 10.650 | 11.574 | 10.798 | 10.238 | 10.087 | 9.558 | 9.591 | 9.858 |